# آیوور برودیس
آیوور برودیس (انگلیسی: Ivor Broadis؛ ‏ ۱۸ دسامبر ۱۹۲۲ – ۱۲ آوریل ۲۰۱۹) بازیکن فوتبال اهل انگلستان بود که سابقهٔ بازی در تیم ملی فوتبال انگلستان را در کارنامهٔ خود داشت. وی در تاریخ ۲۸ نوامبر ۱۹۵۱ نخستین بازی ملی خود را در مقابل تیم ملی فوتبال اتریش انجام داد و با حضور در ۱۴ بازی ملی، در تاریخ ۲۶ ژوئن ۱۹۵۴ واپسین بازی ملی‌اش را در برابر تیم ملی فوتبال اروگوئه برگزار کرد.
این بازیکن توانسته در بازی‌های ملی، ۸ گل به ثمر برساند. وی در ۱۲ آوریل ۲۰۱۹ درگذشت.